# Изопахита
Изопахита или изопаха (греч. ísos — равный, pachýs — толстый) — линия на карте, проведенная через точки, соответствующие одинаковой мощности пласта горной породы.
Нанесенные через определенные интервалы изопахиты, образуют карту изменения мощностей какого-либо стратиграфического комплекса. Такие карты, называемые изопахическими картами или картами схождения, характеризуют не только распределение мощностей, но и, при постоянстве батиметрического уровня, представленного поверхностью, ниже которой идёт накопление осадков, палеоструктурный рельеф подошвы осадочного комплекса на какой либо момент геологического времени. Используются для палеотектонического анализа, применяются при составлении литолого-фациальных карт, для подсчета запасов углеводородов. Составляются главным образом по данным разведочного бурения. Карты изопахит применяются в стратиграфии, седиментологии, структурной геологии, нефтяной геологии и вулканологии.